# Miroslav Kůra
Miroslav Kůra (26. května 1924 Brno – 11. listopadu 2023) byl český tanečník a choreograf.

## Životopis
Studoval taneční techniku v Brně v baletní škole Ivo Váni Psoty, kterou vedla Psotova sestra L. Kvasnicová a dále Obchodní akademii. Již v roce 1939 se stal členem baletního souboru ve Státním divadle v Brně, angažmá získal v sezóně 1940/1941. Další dva roky působil v německém divadle v Katovicích a sezónu 1943/1944 v Norimberku, kde byl totálně nasazen. Roku 1945 byl jmenován sólistou. Spolupracoval s choreografem I. V. Psotou.
Roku 1949 se stal předním sólistou baletního souboru Národního divadla v Praze. Významný český choreograf Saša Machov vytvořil pro něho mnoho baletních inscenací.
Roku 1951 v rámci Mezinárodního hudebního festivalu Pražské jaro zařadilo Národní divadlo do program baletní koncert, ve kterém hostoval také pár tehdejšího leningradského Kirovova divadla opery a baletu (dnes Mariinské divadlo v Petrohradu). Saša Machov doplnil do koncertu výstupy Prince Siegfrieda z baletu Labutí jezero v čele s Miroslavem Kůrou. Nejúspěšnější bylo předposlední sólové vystoupení Kůry. Po skončení si diváci vynutili přídavek. Tehdejší ministr kultury Zdeněk Nejedlý to považoval za protisovětskou provokaci a svolal na druhý den schůzi. Výsledkem bylo rozhodnutí, že Miroslav Kůra měl s okamžitou platností zakázáno účinkování v Národním divadle a byl přeložen na Slovensko.
Následně v letech 1951–1953 působil jako sólista a choreograf v Košicích a ve Slovenském národním divadle v Bratislavě.
V sezóně 1955/1956 studoval na Baletní akademii Agrippiny Vaganové v Petrohradě (pod vedením věhlasného pedagoga Alexandra Puškina).
Do Národního divadla v Praze se vrátil jako první sólista roku 1954 a pracuje zde až do roku 1964.
V sezóně 1966/1967 byl šéfem baletu ve Skopji (SR Makedonie, Jugoslávie).
Jako choreograf se vrátil v roce 1973 a od následujícího roku zde působil jako šéf baletu. Na svoji žádost končí šéfování v roce 1978 a působil dále v Národním divadle jako choreograf až do roku 1991.
Byl jedním z nejvýznamnějších tanečníků v celé dosavadní historii českého baletu. V době své vrcholné výkonnosti patřil k světové interpretační špičce. V roce 1992 obdržel od slavného amerického vydavatelství The Marquis (MacMillan Directory Division) čestné uznání za jeho tvůrčí činnost, úspěšné baletní inscenace a za přispění k celosvětové choreografii. V tvorbě ho ovlivnil hlavně Saša Machov, který akcentoval dramatickou složku interpretace, psychologickou věrnost a dramatickou propracovanost rolí. Miroslav Kůra k tomu ještě připojil vlastní talent a jedinečnou tvůrčí osobnost. Nikdy neměl vymezený svůj obor. Vedle klasických rolí, v jejichž náročných variacích uplatňoval kultivovanou a virtuózní techniku, ztělesňoval úspěšně také charakterní role s osobitými hereckými konturami i vynikajícím způsobem interpretoval burleskní a komediální postavy. Všechny jeho role měly vzácnou přesvědčivost, pravdivost, lidský a estetický rozměr.
Dne 26. května 2014 se ve Státní opeře v Praze pořádal koncert s názvem Miroslav Kůra Gala. Toto představení bylo uvedeno na jeho počest k devadesátým narozeninám. 

## Repertoár
Vystupoval v dílech jak klasického odkazu v originální verzi, tak i v dílech současných:
Labutí jezero, Spící krasavice, Raymonda, Giselle, Romeo a Julie, Spartakus, Othello, Dafnis a Chloe, Petruška, Legenda o lásce, Bachčisarajská fontána, Bolero a mnoho dalších.

### Choreografie
Svoji choreografickou dráhu nastoupil v roce 1948. Triptych: Rapsódie v modrém, Bolero, Petruška (první choreografie). Miroslav Kůra nastudoval přes 100 titulů. Výrazně přispěl k rozvoji baletu v naší republice. Jako první u nás uvedl baletní představení Giselle v originální verzi podle Mariuse Petipy ve Státním divadle v Brně. Vytvořil mnoho baletních inscenací, tvořil choreografie i pro operní, operetní a činoherní představení. Dále spolupracoval na televizních a filmových dílech jako například Ze života umělce, Víly (filmová adaptace baletu Giselle), Pas de Quatre (filmová adaptace baletu Labutí jezero) a mnoho dalších.
Mezi jeho choreografická díla patří: Labutí jezero, Giselle, Spící krasavice, Louskáček, Karneval, Petruška, Coppélia, Popelka, Bolero, Stvoření světa, Radúz a Mahulena, Vášeň, Romeo a Julie, Sedm krasavic, Špalíček, Ur, The Birds a mnoho dalších.
V roce 1958 se podílel na programu Laterny magiky při světové výstavě EXPO 58 a spolupracoval s Alfrédem Radokem.
Jako odborný poradce a choreograf se podílel také na úspěšných filmech Marie Poledňákové Jak vytrhnout velrybě stoličku a Jak dostat tatínka do polepšovny.
Vystupoval a choreografie vytvářel v různých zemích: Španělsko, Itálie, Německo, Nizozemsko, Belgie, Polsko, Kolumbie, Japonsko a mnoho dalších.

## Osobní život
Dva roky byl manželem tanečnice Elišky Slancové (1921–1999) a roku 1956 se stal manželem sólistky baletu, později pedagožky a baletní mistryně ND Jarmily Manšingrové (1934–2020), se kterou měl dceru Janu Kůrovou (* 1959).

## Ocenění
- 1969 Medaile d'Or, cena Vincenta Escudero – Španělsko, za nejlepší inscenaci Labutího jezera
- 1972 Grand Prix, d'Italia of RAI – Itálie, za televizní inscenaci Romeo a Julie (choreografie)
- 1974 ocenění Zasloužilý člen ND
- 1978 Choreography Prize – Japonsko, za choreografii k baletu The Birds
- 1986 State Prize of The World Doctor Society – Itálie za představení Louskáček
- 1994 Cena Thálie za celoživotní dílo

## Baletní role (výběr)
- 1948 P. I .Čajkovskij: Šípková Růženka (balet), Princ, Národní divadlo, choreografie Saša Machov
- 1951 P. I. Čajkovskij: Labutí jezero (balet), Princ, Národní divadlo, choreografie Saša Machov
- 1957 Aram Chačaturjan: Spartakus (balet), titul. role, Smetanovo divadlo, choreografie Jiří Blažek
- 1958 Jarmil Burghauser: Sluha dvou pánů (balet), Truffaldino, Tylovo divadlo, choreografie Jiří Němeček
- 1959 Jan Hanuš: Othello (balet), Jago, Národní divadlo, choreografie Jiří Němeček
- 1962 Sergej Prokofjev: Romeo a Julie (balet), Merkucio, Národní divadlo, choreografie Jiří Němeček

## Choreografie (výběr)
- 1957 Robert Schumann: Karneval (balet), Národní divadlo
- 1971 Sergej Prokofjev: Romeo a Julie (balet), Národní divadlo
- 1976 Josef Suk: Radúz a Mahulena (balet), Národní divadlo
- 1979 P.I.Čajkovskij: Louskáček (balet), Národní divadlo
- 1983 Bohuslav Martinů: Špalíček (balet), Národní divadlo